# 拉加里格 (洛特-加龙省)
拉加里格（法語：Lagarrigue，法語發音：[laɡaʁiɡ]）是法国洛特-加龙省的一个市镇，属于阿让区。

## 地理
拉加里格（44°17'49"N, 0°22'45"E）面积4.38 平方千米，位于法国新阿基坦大区洛特-加龍省，该省份为法国西南部内陆省份，北起多爾多涅省，西接吉倫特省和朗德省，南至热尔省，东临塔恩-加龙省和洛特省。
与拉加里格接壤的市镇（或旧市镇、城区）包括：艾吉永、加拉皮扬、圣玛丽港。

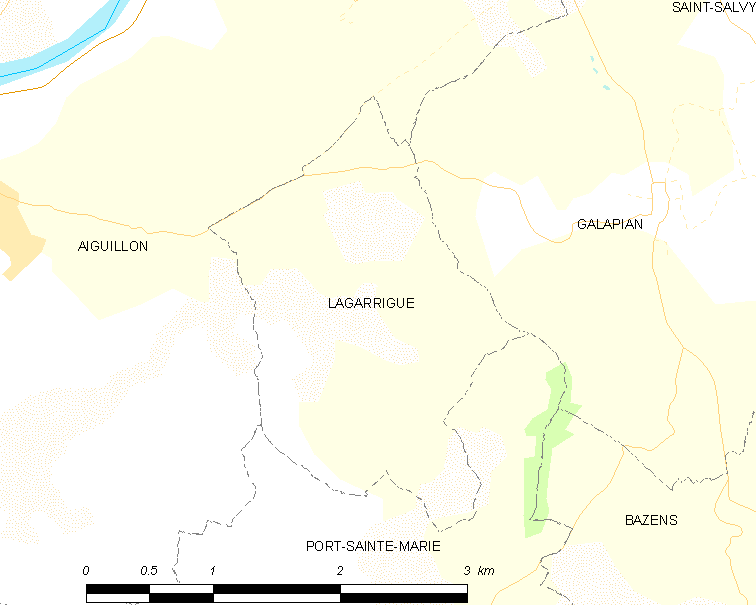
的OSM定位图

拉加里格的时区为UTC+01:00、UTC+02:00（夏令时）。

## 行政
拉加里格的邮政编码为47190，INSEE市镇编码为47129。

## 政治
拉加里格所属的省级选区为汇流县。

## 人口

1962-2008年间人口变化图示

拉加里格于2022年1月1日时的人口数量为274人。